# Kalliness

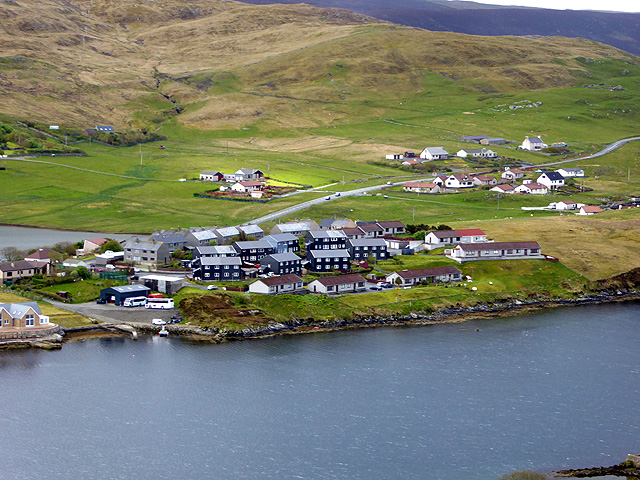
Kalliness von Westen. dahinter Hellister

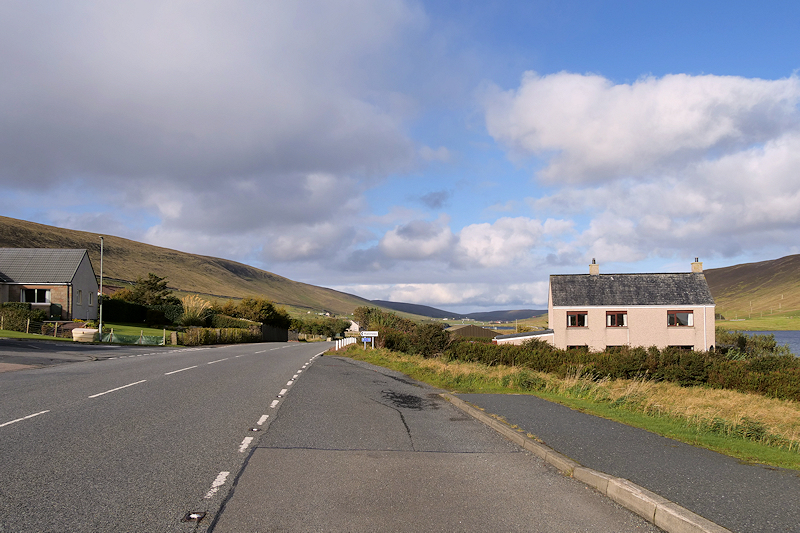
Die Hauptstraße in Kalliness

Kalliness ist eine Ortschaft, die im Südwesten der zu Schottland zählenden Shetlands liegt.

## Geographie
Kalliness liegt im Westen von Mainland auf einem schmalen Landstreifen, der die Meeresbucht Weisdale Voe im Westen vom See Loch of Hellister in Osten trennt. Die nächstgelegene Ortschaft ist Hellister im Südosten, nicht weit entfernt sind Haggersta im Süden und Weisdale im Norden. Nach Lerwick sind es 12 Kilometer in südöstlicher Richtung.

## Historisches
Kalliness entstand in den 1980er Jahren als geplante Wohnsiedlung. Im Rahmen der historischen Gliederung Schottlands in Civil Parishes zählt es zu Tingwall.

## Verkehr
Kalliness liegt an der A971, die die zentrale Straße im Westen von Mainland ist.